# 15e Filipijns Congres
Het 15e Filipijns Congres was een zitting van het Filipijns Congres van 26 juli 2010 tot 6 juni 2013. Het Congres is in deze periode samengesteld uit een hogerhuis, de Senaat van de Filipijnen en een lagerhuis, het Filipijns Huis van Afgevaardigden. De termijn van het 15 Filipijns Congres viel samen met de eerste helft van de ambtsperiode van president Benigno Aquino III.

## Leiders

### Senaat
- President van de Senaat:

Juan Ponce Enrile (PMP), gekozen op 26 juli 2010, ontslag genomen op 5 juni 2013
Jinggoy Estrada (PMP), vanaf 5 juni 2013 als waarnemend president
- President van de Senaat Pro tempore:

Jinggoy Estrada (PMP), gekozen op 26 juli 2010
- Leider van de meerderheid:

Tito Sotto (NPC)
- Leider van de minderheid:

Alan Peter Cayetano (Nacionalista

### Huis van Afgevaardigden
- Voorzitter (Speaker):
  - Feliciano Belmonte jr. (2e district van Quezon City, Liberal), gekozen op 26 juli 2010
- Vicevoorzitters (Deputy Speakers):

Lorenzo Tañada III (4e district van Quezon, Liberal)
Raul Daza (1e district van Northern Samar, Liberal)
Ma. Isabelle Climaco-Salazar, (1e district van Zamboanga City, Liberal)
Pablo Garcia (3e district van Cebu, One Cebu/NUP)
Arnulfo Fuentebella (4e district van Camarines Sur, NPC)
Jesus Crispin Remulla (7e district van Cavite, Nacionalista)
- Leider Meerderheid (Majority Floor Leader):

Neptali Gonzales jr. (Mandaluyong, Liberal)
- Leider Minderheid (Minority Floor Leader):

Edcel Lagman (1e kiesdistrict van Albay, onafhankelijk vanaf 20 januari 2012; Lakas–CMD tot 19 januari 2012), tot 20 januari 2012
Danilo Suarez (3e kiesdistrict van Quezon, Lakas–CMD), vanaf 20 januari 2012

## Leden

### Senaat
|        | Senator                  | Partij        | Termijn(en) | Termijn(en) | Termijn(en) |
| Aantal | Senator                  | Partij        | Start       | Einde       |             |
| ------ | ------------------------ | ------------- | ----------- | ----------- | ----------- |
|        | Edgardo Angara           | LDP           | 2           | 2007        | 2013        |
|        | Joker Arroyo             | Lakas         | 2           | 2007        | 2013        |
|        | Alan Peter Cayetano      | Nacionalista  | 1           | 2007        | 2013        |
|        | Pia Cayetano             | Nacionalista  | 2           | 2010        | 2016        |
|        | Franklin Drilon          | Liberal       | 1           | 2010        | 2016        |
|        | Jinggoy Estrada          | UNA           | 2           | 2010        | 2016        |
|        | Francis Escudero         | onafhankelijk | 1           | 2007        | 2013        |
|        | Teofisto Guingona III    | Liberal       | 1           | 2010        | 2016        |
|        | Gregorio Honasan         | UNA           | 1           | 2007        | 2013        |
|        | Panfilo Lacson           | onafhankelijk | 2           | 2007        | 2013        |
|        | Lito Lapid               | Lakas         | 2           | 2010        | 2016        |
|        | Loren Legarda            | NPC           | 1           | 2007        | 2013        |
|        | Ferdinand Marcos jr.     | Nacionalista  | 1           | 2010        | 2016        |
|        | Sergio Osmeña III        | onafhankelijk | 1           | 2010        | 2016        |
|        | Francis Pangilinan       | Liberal       | 2           | 2007        | 2013        |
|        | Aquilino Pimentel III    | PDP-Laban     | 1           | 2011        | 2013        |
|        | Juan Ponce Enrile        | UNA           | 2           | 2010        | 2016        |
|        | Ralph Recto              | Liberal       | 1           | 2010        | 2016        |
|        | Bong Revilla             | Lakas         | 2           | 2010        | 2016        |
|        | Miriam Defensor Santiago | PRP           | 2           | 2010        | 2016        |
|        | Tito Sotto               | NPC           | 1           | 2010        | 2016        |
|        | Antonio Trillanes IV     | Nacionalista  | 1           | 2007        | 2013        |
|        | Manny Villar             | Nacionalista  | 2           | 2007        | 2013        |
|        | vacant                   | —             | —           | 2007        | 2013        |

### Huis van Afgevaardigden
De termijn van alle leden van het Huis van Afgevaardigden van het 15e Congres van de Filipijnen loopt van 30 juni 2010 tot 30 juni 2013.

#### District afgevaardigden
| Provincie/Stad      | District           | Afgevaardigden | Afgevaardigden                                       | Partij               | Termijn | Blok          |
| ------------------- | ------------------ | -------------- | ---------------------------------------------------- | -------------------- | ------- | ------------- |
| Abra                | Abra               |                | Maria Jocelyn Valera-Bernos                          | Liberal              | 1       | Meerderheid   |
| Agusan del Norte    | 1e                 |                | Jose Aquino II                                       | Lakas                | 2       | Minderheid    |
| Agusan del Norte    | 2e                 |                | Angelica Amante-Matba                                | Liberal              | 1       | Meerderheid   |
| Agusan del Sur      | 1e                 |                | Maria Valentina Plaza                                | NUP                  | 1       | Meerderheid   |
| Agusan del Sur      | 2e                 |                | Evelyn Mellana                                       | NUP                  | 1       | Meerderheid   |
| Aklan               | Aklan              |                | Florencio Miraflores                                 | Liberal              | 3       | Meerderheid   |
| Albay               | 1e                 |                | Edcel Lagman                                         | Onafhankelijk        | 3       | Meerderheid   |
| Albay               | 2e                 |                | Al Francis Bichara                                   | Nacionalista         | 2       | Meerderheid   |
| Albay               | 3e                 |                | Fernando Gonzalez                                    | Liberal              | 1       | Meerderheid   |
| Antipolo            | 1e                 |                | Roberto Puno                                         | NUP                  | 2       | Meerderheid   |
| Antipolo            | 2e                 |                | Romeo Acop                                           | Liberal              | 1       | Meerderheid   |
| Antique             | Antique            |                | Paolo Javier                                         | Liberal              | 1       | Meerderheid   |
| Apayao              | Apayao             |                | Eleanor Bulut-Begtang                                | NPC                  | 1       | Meerderheid   |
| Aurora              | Aurora             |                | Juan Edgardo Angara                                  | LDP                  | 3       | Meerderheid   |
| Bacolod             | Bacolod            |                | Anthony Golez jr.                                    | Onafhankelijk        | 1       | Meerderheid   |
| Baguio              | Baguio             |                | Bernardo Vergara                                     | UNA                  | 1       | Meerderheid   |
| Basilan             | Basilan            |                | Jim Hataman-Salliman                                 | Liberal              | 1       | Meerderheid   |
| Bataan              | 1e                 |                | Herminia Roman                                       | Liberal              | 2       | Meerderheid   |
| Bataan              | 2e                 |                | Albert S. Garcia                                     | NUP                  | 3       | Meerderheid   |
| Batanes             | Batanes            |                | Henedina Abad                                        | Liberal              | 1       | Meerderheid   |
| Batangas            | 1e                 |                | Tomas Apacible                                       | Liberal              | 1       | Meerderheid   |
| Batangas            | 2e                 |                | Hermilando Mandanas                                  | Onafhankelijk        | 3       | Meerderheid   |
| Batangas            | 3e                 |                | Nelson Collantes                                     | Liberal              | 1       | Meerderheid   |
| Batangas            | 4e                 |                | Mark L. Mendoza                                      | NPC                  | 2       | Meerderheid   |
| Benguet             | Benguet            |                | Ronald Cosalan                                       | Liberal              | 1       | Meerderheid   |
| Biliran             | Biliran            |                | Rogelio Espina                                       | Liberal              | 1       | Meerderheid   |
| Bohol               | 1e                 |                | Rene Relampagos                                      | Liberal              | 1       | Meerderheid   |
| Bohol               | 2e                 |                | Erico Aumentado (tot 26 december 2012)               | NPC                  | 1       | Minderheid    |
| Bohol               | 3e                 |                | Arthur Yap                                           | NPC                  | 1       | Minderheid    |
| Bukidnon            | 1e                 |                | Jesus Emmanuel Paras                                 | NPC                  | 1       | Meerderheid   |
| Bukidnon            | 2e                 |                | Florencio Flores jr.                                 | Nacionalista         | 1       | Meerderheid   |
| Bukidnon            | 3e                 |                | Jose Zubiri III                                      | Bukidnon Paglaum     | 2       | Meerderheid   |
| Bulacan             | 1e                 |                | Maria Victoria Sy-Alvarado                           | NUP                  | 2       | Meerderheid   |
| Bulacan             | 2e                 |                | Pedro Pancho                                         | NUP                  | 3       | Meerderheid   |
| Bulacan             | 3e                 |                | Joselito Mendoza                                     | Liberal              | 1       | Meerderheid   |
| Bulacan             | 4e                 |                | Linabelle Villarica                                  | Liberal              | 1       | Meerderheid   |
| Cagayan             | 1e                 |                | Juan Ponce Enrile jr.                                | NPC                  | 1       | Meerderheid   |
| Cagayan             | 2e                 |                | Florencio Vargas (tot 22 juli 2010)'                 | Lakas-Kampi          | 3       | geen          |
| Cagayan             | 2e                 |                | Baby Aline Vargas-Alfonso (sinds 16 maart 2011)      | NUP                  | 1       | Meerderheid   |
| Cagayan             | 3e                 |                | Randolph Ting                                        | NUP                  | 1       | Meerderheid   |
| Cagayan de Oro      | 1e                 |                | Jose Benjamin Benaldo                                | Nacionalista         | 1       | Meerderheid   |
| Cagayan de Oro      | 2e                 |                | Rufus Rodriguez                                      | CDP                  | 2       | Meerderheid   |
| Caloocan            | 1e                 |                | Oscar Malapitan                                      | UNA                  | 3       | Meerderheid   |
| Caloocan            | 2e                 |                | Mitzi Cajayon                                        | NUP                  | 2       | Meerderheid   |
| Camarines Norte     | 1e                 |                | Renato Unico, Jr.                                    | NUP                  | 1       | Meerderheid   |
| Camarines Norte     | 2e                 |                | Elmer Panotes                                        | Lakas                | 1       | Minderheid    |
| Camarines Sur       | 1e                 |                | Rolando Andaya, Jr.                                  | Lakas                | 1       | Meerderheid   |
| Camarines Sur       | 2e                 |                | Dato Arroyo                                          | Lakas                | 2       | Minderheid    |
| Camarines Sur       | 3e                 |                | Luis Villafuerte sr.                                 | NPC                  | 3       | Meerderheid   |
| Camarines Sur       | 4e                 |                | Arnulfo Fuentebella                                  | NPC                  | 3       | Meerderheid   |
| Camarines Sur       | 5e                 |                | Salvio Fortuno                                       | Liberal              | 1       | Meerderheid   |
| Camiguin            | Camiguin           |                | Pedro Romualdo(until April 24, 2013)                 | Lakas                | 2       | Meerderheid   |
| Capiz               | 1e                 |                | Antonio Del Rosario                                  | Liberal              | 2       | Meerderheid   |
| Capiz               | 2e                 |                | Jane Castro                                          | NUP                  | 1       | Meerderheid   |
| Catanduanes         | Catanduanes        |                | Cesar Sarmiento                                      | Liberal              | 1       | Meerderheid   |
| Cavite              | 1e                 |                | Joseph Emilio Abaya (tot 18 okt. 2012)               | Liberal              | 3       | Meerderheid   |
| Cavite              | 2e                 |                | Lani Mercado                                         | Lakas                | 1       | Minderheid    |
| Cavite              | 3e                 |                | Erineo Maliksi                                       | Liberal              | 1       | Meerderheid   |
| Cavite              | 4e                 |                | Roy Loyola                                           | Liberal              | 1       | Meerderheid   |
| Cavite              | 6e                 |                | Antonio Ferrer                                       | NUP                  | 1       | Meerderheid   |
| Cavite              | 7e                 |                | Crispin Remulla                                      | Nacionalista/Magdalo | 3       | Meerderheid   |
| Cebu                | 1e                 |                | Eduardo Gullas                                       | Nacionalista/Alayon  | 3       | Meerderheid   |
| Cebu                | 2e                 |                | Pablo P. Garcia                                      | NUP                  | 2       | Meerderheid   |
| Cebu                | 3e                 |                | Pablo John Garcia                                    | NUP                  | 2       | Meerderheid   |
| Cebu                | 4e                 |                | Benhur Salimbangon                                   | NUP                  | 2       | Meerderheid   |
| Cebu                | 5e                 |                | Ramon Durano VI                                      | NPC                  | 2       | Meerderheid   |
| Cebu                | 6e                 |                | Gabriel Luis Quisumbing                              | Liberal              | 1       | Meerderheid   |
| Cebu City           | 1e                 |                | Rachel del Mar                                       | Liberal              | 1       | Meerderheid   |
| Cebu City           | 2e                 |                | Tomas Osmeña                                         | Liberal              | 1       | Meerderheid   |
| Compostela Valley   | 1e                 |                | Maria Carmen Zamora                                  | Liberal              | 1       | Meerderheid   |
| Compostela Valley   | 2e                 |                | Rommel Amatong                                       | Lakas                | 2       | Meerderheid   |
| Cotabato            | 1e                 |                | Jesus Sacdalan                                       | Liberal              | 1       | Meerderheid   |
| Cotabato            | 2e                 |                | Nancy Catamco                                        | Liberal              | 1       | Meerderheid   |
| Dasmariñas          | Dasmariñas         |                | Elpidio Barzaga jr.                                  | NUP                  | 2       | Meerderheid   |
| Davao City          | 1e                 |                | Karlo Nograles                                       | NUP                  | 1       | Meerderheid   |
| Davao City          | 2e                 |                | Mylene Garcia-Albano                                 | Liberal              | 1       | Meerderheid   |
| Davao City          | 3e                 |                | Isidro Ungab                                         | Liberal/Hugpong      | 2       | Meerderheid   |
| Davao del Norte     | 1e                 |                | Antonio Rafael del Rosario                           | Liberal              | 1       | Meerderheid   |
| Davao del Norte     | 2e                 |                | Antonio Lagdameo jr.                                 | NUP                  | 2       | Meerderheid   |
| Davao del Sur       | 1e                 |                | Marc Douglas Cagas IV                                | Nacionalista         | 2       | Minderheid    |
| Davao del Sur       | 2e                 |                | Franklin Bautista                                    | Liberal              | 2       | Meerderheid   |
| Davao Oriental      | 1e                 |                | Nelson Dayanghirang                                  | Nacionalista         | 2       | Meerderheid   |
| Davao Oriental      | 2e                 |                | Thelma Almario                                       | Lakas                | 2       | Meerderheid   |
| Dinagat Islands     | Dinagat Islands    |                | Ruben Ecleo jr. (tot 31 mei 2012)                    | Lakas                | 1       | Meerderheid   |
| Eastern Samar       | Eastern Samar      |                | Ben Evardone                                         | Liberal              | 1       | Meerderheid   |
| Guimaras            | Guimaras           |                | Joaquin Carlos Rahman Nava                           | Liberal              | 2       | Meerderheid   |
| Ifugao              | Ifugao             |                | Teodoro Baguilat jr.                                 | Liberal              | 1       | Meerderheid   |
| Iligan              | Iligan             |                | Vicente Belmonte jr.                                 | Liberal              | 2       | Meerderheid   |
| Ilocos Norte        | 1e                 |                | Rodolfo Fariñas                                      | Nacionalista         | 1       | Meerderheid   |
| Ilocos Norte        | 2e                 |                | Imelda Marcos                                        | KBL/Nacionalista     | 1       | Meerderheid   |
| Ilocos Sur          | 1e                 |                | Ronald Singson (until March 7, 2011)                 | Lakas-Kampi          | 2       | Meerderheid   |
| Ilocos Sur          | 1e                 |                | Ryan Singson (since May 30, 2011)                    | Nacionalista/Biled   | 0       | Meerderheid   |
| Ilocos Sur          | 2e                 |                | Eric Singson jr.                                     | Liberal              | 1       | Meerderheid   |
| Iloilo              | 1e                 |                | Janette Garin                                        | Liberal              | 3       | Meerderheid   |
| Iloilo              | 2e                 |                | Augusto Syjuco jr.                                   | UNA                  | 1       | Minderheid    |
| Iloilo              | 3e                 |                | Arthur Defensor jr.                                  | Liberal              | 1       | Meerderheid   |
| Iloilo              | 4e                 |                | Ferjenel Biron                                       | UNA                  | 3       | Meerderheid   |
| Iloilo              | 5e                 |                | Niel Tupas jr.                                       | Liberal              | 2       | Meerderheid   |
| Iloilo City         | Iloilo City        |                | Jerry Treñas                                         | Liberal              | 1       | Meerderheid   |
| Isabela             | 1e                 |                | Rodolfo Albano jr.                                   | NPC                  | 1       | Minderheid    |
| Isabela             | 2e                 |                | Anna Cristina Go                                     | Nacionalista         | 1       | Meerderheid   |
| Isabela             | 3e                 |                | Napoleon Dy                                          | NPC                  | 1       | Meerderheid   |
| Isabela             | 4e                 |                | Giorgidi Aggabao                                     | NPC                  | 2       | Meerderheid   |
| Kalinga             | Kalinga            |                | Manuel Agyao                                         | Liberal              | 2       | Meerderheid   |
| La Union            | 1e                 |                | Victor Francisco Ortega                              | Lakas                | 2       | Meerderheid   |
| La Union            | 2e                 |                | Eufranio Eriguel                                     | NPC                  | 1       | Meerderheid   |
| Laguna              | 1e                 |                | Danilo Fernandez                                     | Liberal              | 2       | Meerderheid   |
| Laguna              | 2e                 |                | Timmy Chipeco                                        | Liberal              | 3       | Meerderheid   |
| Laguna              | 3e                 |                | Evita Arago                                          | Liberal              | 2       | Meerderheid   |
| Laguna              | 4e                 |                | Edgar San Luis                                       | NPC/Liberal          | 2       | Meerderheid   |
| Lanao del Norte     | 1e                 |                | Imelda Dimaporo                                      | NPC                  | 1       | Minderheid    |
| Lanao del Norte     | 2e                 |                | Fatima Aliah Dimaporo                                | NPC                  | 1       | Minderheid    |
| Lanao del Sur       | 1e                 |                | Mohammed Hussein Pacasum Pangandaman                 | Onafhankelijk        | 1       | Minderheid    |
| Lanao del Sur       | 2e                 |                | Pangalian Balindong                                  | Liberal              | 2       | Meerderheid   |
| Lapu-Lapu City      | Lapu-Lapu City     |                | Arturo Radaza                                        | Lakas                | 1       | Minderheid    |
| Las Piñas           | Las Piñas          |                | Mark Villar                                          | Nacionalista         | 1       | Meerderheid   |
| Leyte               | 1e                 |                | Ferdinand Martin Romualdez                           | Lakas                | 2       | Minderheid    |
| Leyte               | 2e                 |                | Sergio Apostol                                       | Liberal              | 1       | Meerderheid   |
| Leyte               | 3e                 |                | Andres Salvacion jr.                                 | Liberal              | 2       | Meerderheid   |
| Leyte               | 4e                 |                | Lucy Torres                                          | Liberal              | 1       | Meerderheid   |
| Leyte               | 5e                 |                | Jose Carlos Cari                                     | Liberal              | 1       | Meerderheid   |
| Maguindanao         | 1e                 |                | Bai Sandra Sema                                      | Liberal              | 1       | Meerderheid   |
| Maguindanao         | 2e                 |                | Simeon Datumanong                                    | Lakas                | 3       | Minderheid    |
| Makati              | 1e                 |                | Monique Lagdameo                                     | UNA                  | 1       | Meerderheid   |
| Makati              | 2e                 |                | Abigail Binay                                        | PDP-LABAN            | 2       | Meerderheid   |
| Malabon             | Malabon            |                | Josephine Lacson-Noel                                | NPC                  | 2       | Meerderheid   |
| Mandaluyong         | Mandaluyong        |                | Neptali Gonzales jr.                                 | Liberal              | 2       | Meerderheid   |
| Manilla             | 1e                 |                | Benjamin Asilo                                       | Liberal/KKK          | 2       | Meerderheid   |
| Manilla             | 2e                 |                | Carlo Lopez                                          | Liberal/KKK          | 1       | Meerderheid   |
| Manilla             | 3e                 |                | Zenaida Angping                                      | NPC                  | 2       | Meerderheid   |
| Manilla             | 4e                 |                | Trisha Bonoan-David                                  | NUP                  | 2       | Meerderheid   |
| Manilla             | 5e                 |                | Amado Bagatsing                                      | KABAKA               | 2       | Meerderheid   |
| Manilla             | 6e                 |                | Rosenda Ocampo                                       | Liberal/KKK          | 1       | Meerderheid   |
| Marikina            | 1e                 |                | Marcelino Teodoro                                    | Liberal              | 2       | Meerderheid   |
| Marikina            | 2e                 |                | Miro Quimbo                                          | Liberal              | 1       | Meerderheid   |
| Marinduque          | Marinduque         |                | Lord Allan Jay Velasco                               | NUP                  | 1       | Meerderheid   |
| Masbate             | 1e                 |                | Narciso Bravo jr.                                    | NUP                  | 3       | Meerderheid   |
| Masbate             | 2e                 |                | Antonio Kho                                          | Lakas                | 2       | Meerderheid   |
| Masbate             | 3e                 |                | Scott Davies Lanete                                  | NPC                  | 1       | Meerderheid   |
| Misamis Occidental  | 1e                 |                | Jorge Almonte                                        | Liberal              | 1       | Meerderheid   |
| Misamis Occidental  | 2e                 |                | Loreto Ocampos                                       | Liberal              | 1       | Meerderheid   |
| Misamis Oriental    | 1e                 |                | Peter Unabia                                         | Liberal              | 1       | Meerderheid   |
| Misamis Oriental    | 2e                 |                | Yevgeny Vincente Emano                               | Nacionalista         | 2       | Meerderheid   |
| Mountain Province   | Mountain Province  |                | Maximo Dalog                                         | Liberal              | 1       | Meerderheid   |
| Muntinlupa          | Muntinlupa         |                | Rodolfo Biazon                                       | Liberal              | 1       | Meerderheid   |
| Navotas             | Navotas            |                | Toby Tiangco                                         | UNA/Navoteño         | 1       | Onafhankelijk |
| Negros Occidental   | 1e                 |                | Jules Ledesma                                        | NPC                  | 2       | Meerderheid   |
| Negros Occidental   | 2e                 |                | Alfredo Marañon III                                  | NUP                  | 3       | Meerderheid   |
| Negros Occidental   | 3e                 |                | Alfredo Benitez                                      | Liberal              | 1       | Meerderheid   |
| Negros Occidental   | 4e                 |                | Jeffrey Ferrer                                       | Onafhankelijk        | 2       | Meerderheid   |
| Negros Occidental   | 5e                 |                | Iggy Arroyo (until January 26, 2012)                 | Lakas-Kampi          | 3       | Minderheid    |
| Negros Occidental   | 5e                 |                | Alejandro Mirasol (since June 4, 2012)               | Liberal              | 0       | Meerderheid   |
| Negros Occidental   | 6e                 |                | Mercedes Alvarez                                     | Liberal              | 1       | Meerderheid   |
| Negros Oriental     | 1e                 |                | Jocelyn Limkaichong                                  | Liberal              | 2       | Meerderheid   |
| Negros Oriental     | 2e                 |                | George Arnaiz                                        | NPC                  | 2       | Meerderheid   |
| Negros Oriental     | 3e                 |                | Pryde Henry Teves                                    | NPC                  | 2       | Meerderheid   |
| Northern Samar      | 1e                 |                | Raul Daza                                            | Liberal              | 1       | Meerderheid   |
| Northern Samar      | 2e                 |                | Emil Ong                                             | NUP                  | 2       | Meerderheid   |
| Nueva Ecija         | 1e                 |                | Josefina Joson                                       | NPC/BALANE           | 1       | Meerderheid   |
| Nueva Ecija         | 2e                 |                | Joseph Gilbert Violago                               | Liberal              | 2       | Meerderheid   |
| Nueva Ecija         | 3e                 |                | Czarina Umali                                        | Liberal              | 2       | Meerderheid   |
| Nueva Ecija         | 4e                 |                | Rodolfo Antonino                                     | NUP                  | 3       | Meerderheid   |
| Nueva Vizcaya       | Nueva Vizcaya      |                | Carlos M. Padilla                                    | Nacionalista/Abante  | 2       | Minderheid    |
| Occidental Mindoro  | Occidental Mindoro |                | Ma. Amelita Villarosa                                | Lakas                | 3       | Meerderheid   |
| Oriental Mindoro    | 1e                 |                | Rodolfo Valencia                                     | Liberal              | 3       | Meerderheid   |
| Oriental Mindoro    | 2e                 |                | Reynaldo Umali                                       | Liberal              | 1       | Meerderheid   |
| Palawan             | 1e                 |                | Antonio C. Alvarez                                   | NUP                  | 3       | Meerderheid   |
| Palawan             | 2e                 |                | Victorino Dennis Socrates                            | NUP                  | 1       | Meerderheid   |
| Pampanga            | 1e                 |                | Carmelo Lazatin                                      | Lakas                | 2       | Minderheid    |
| Pampanga            | 2e                 |                | Gloria Macapagal-Arroyo                              | Lakas                | 1       | Minderheid    |
| Pampanga            | 3e                 |                | Aurelio Gonzales jr.                                 | NPC                  | 2       | Meerderheid   |
| Pampanga            | 4e                 |                | Anna York Bondoc                                     | Nacionalista         | 3       | Meerderheid   |
| Pangasinan          | 1e                 |                | Jesus Celeste                                        | NPC                  | 1       | Meerderheid   |
| Pangasinan          | 2e                 |                | Leopoldo Bataoil                                     | NPC                  | 1       | Meerderheid   |
| Pangasinan          | 3e                 |                | Maria Rachel Arenas                                  | Liberal              | 2       | Meerderheid   |
| Pangasinan          | 4e                 |                | Gina de Venecia                                      | NPC                  | 1       | Meerderheid   |
| Pangasinan          | 5e                 |                | Carmen Cojuangco                                     | NPC                  | 1       | Meerderheid   |
| Pangasinan          | 6e                 |                | Marlyn Aggabas                                       | NPC                  | 1       | Meerderheid   |
| Parañaque           | 1e                 |                | Edwin Olivarez                                       | Liberal              | 1       | Meerderheid   |
| Parañaque           | 2e                 |                | Roilo Golez                                          | Liberal              | 3       | Meerderheid   |
| Pasay               | Pasay              |                | Imelda Calixto-Rubiano                               | Liberal              | 1       | Meerderheid   |
| Pasig               | Pasig              |                | Roman Romulo                                         | Liberal              | 2       | Meerderheid   |
| Quezon              | 1e                 |                | Wilfrido Mark Enverga                                | NPC                  | 2       | Meerderheid   |
| Quezon              | 2e                 |                | Irvin Alcalá                                         | Liberal              | 1       | Meerderheid   |
| Quezon              | 3e                 |                | Danilo Suarez                                        | Lakas                | 3       | Minderheid    |
| Quezon              | 4e                 |                | Lorenzo Tañada III                                   | Liberal              | 3       | Meerderheid   |
| Quezon City         | 1e                 |                | Vincent Crisologo                                    | UNA                  | 3       | Meerderheid   |
| Quezon City         | 2e                 |                | Winston Castelo                                      | Liberal              | 1       | Meerderheid   |
| Quezon City         | 3e                 |                | Jorge Banal jr.                                      | Liberal              | 1       | Meerderheid   |
| Quezon City         | 4e                 |                | Feliciano Belmonte jr.                               | Liberal              | 1       | Meerderheid   |
| Quirino             | Quirino            |                | Dakila Carlo Cua                                     | Liberal              | 1       | Meerderheid   |
| Rizal               | 1e                 |                | Joel Duavit                                          | NPC                  | 1       | Meerderheid   |
| Rizal               | 2e                 |                | Isidro Rodriguez jr.                                 | NPC                  | 1       | Meerderheid   |
| Romblon             | Romblon            |                | Eleandro Jesus Madrona                               | Nacionalista         | 2       | Meerderheid   |
| Samar               | 1e                 |                | Mel Senen Sarmiento                                  | Liberal              | 1       | Meerderheid   |
| Samar               | 2e                 |                | Milagrosa Tan                                        | NPC                  | 1       | Meerderheid   |
| San Jose del Monte  | San Jose del Monte |                | Arthur Robes                                         | Liberal              | 2       | Meerderheid   |
| San Juan            | San Juan           |                | JV Ejercito                                          | PMP/Magdiwang        | 1       | Meerderheid   |
| Sarangani           | Sarangani          |                | Manny Pacquiao                                       | UNA/PCM              | 1       | Meerderheid   |
| Siquijor            | Siquijor           |                | Orlando Fua                                          | Lakas                | 2       | Minderheid    |
| Sorsogon            | 1e                 |                | Salvador Escudero III (tot 13 aug. 2012)             | Liberal              | 2       | Meerderheid   |
| Sorsogon            | 2e                 |                | Deogracias Ramos jr.                                 | Liberal              | 1       | Meerderheid   |
| South Cotabato      | 1e                 |                | Pedro Acharon jr.                                    | NPC                  | 1       | Meerderheid   |
| South Cotabato      | 2e                 |                | Daisy Fuentes                                        | NPC                  | 1       | Meerderheid   |
| Southern Leyte      | Southern Leyte     |                | Roger Mercado                                        | NUP                  | 3       | Meerderheid   |
| Sultan Kudarat      | 1e                 |                | Raden Sakaluran                                      | Onafhankelijk        | 1       | Meerderheid   |
| Sultan Kudarat      | 2e                 |                | Arnulfo Go                                           | NUP                  | 2       | Meerderheid   |
| Sulu                | 1e                 |                | Tupay Loong                                          | NUP                  | 1       | Meerderheid   |
| Sulu                | 2e                 |                | Nur-Ana Sahidulla                                    | NPC                  | 1       | Meerderheid   |
| Surigao del Norte   | 1e                 |                | Francisco Matugas                                    | Liberal              | 2       | Meerderheid   |
| Surigao del Norte   | 2e                 |                | Guillermo Romarate jr.                               | Liberal              | 2       | Meerderheid   |
| Surigao del Sur     | 1e                 |                | Philip Pichay                                        | Lakas                | 2       | Minderheid    |
| Surigao del Sur     | 2e                 |                | Florencio Garay                                      | Liberal              | 2       | Meerderheid   |
| Pateros–Taguig      | Pateros-Taguig     |                | Arnel Cerafica                                       | Liberal/KDT          | 1       | Meerderheid   |
| Taguig              | Taguig             |                | Sigfrido Tiñga                                       | Liberal/KDT          | 1       | Meerderheid   |
| Tarlac              | 1e                 |                | Enrique Cojuangco                                    | NPC                  | 1       | Meerderheid   |
| Tarlac              | 2e                 |                | Susan Yap-Sulit                                      | NPC                  | 1       | Meerderheid   |
| Tarlac              | 3e                 |                | Jeci Lapus                                           | NUP                  | 2       | Meerderheid   |
| Tawi-Tawi           | Tawi-Tawi          |                | Nur Jaafar                                           | NPC                  | 3       | Meerderheid   |
| Valenzuela          | 1e                 |                | Rexlon Gatchalian                                    | NPC                  | 2       | Meerderheid   |
| Valenzuela          | 2e                 |                | Magtanggol Gunigundo                                 | Lakas                | 2       | Meerderheid   |
| Zambales            | 1e                 |                | Maria Milagros Magsaysay                             | UNA                  | 3       | Meerderheid   |
| Zambales            | 2e                 |                | Antonio M. Diaz (until August 3, 2011)               | LM                   | 3       | Meerderheid   |
| Zambales            | 2e                 |                | Hermogenes Omar Ebdane III (since February 13, 2012) | LM/Sulong Zambales   | 0       | Meerderheid   |
| Zamboanga City      | 1e                 |                | Maria Isabelle Climaco Salazar                       | Liberal              | 2       | Meerderheid   |
| Zamboanga City      | 2e                 |                | Erico Basilio Fabian                                 | Nacionalista         | 3       | Meerderheid   |
| Zamboanga del Norte | 1e                 |                | Seth Jalosjos                                        | Lakas                | 1       | Meerderheid   |
| Zamboanga del Norte | 2e                 |                | Rosendo Labadlabad                                   | Liberal              | 2       | Meerderheid   |
| Zamboanga del Norte | 3e                 |                | Cesar Jalosjos                                       | Lakas                | 3       | Meerderheid   |
| Zamboanga del Sur   | 1e                 |                | Victor Yu                                            | NPC                  | 2       | Meerderheid   |
| Zamboanga del Sur   | 2e                 |                | Aurora Cerilles                                      | NPC                  | 1       | Meerderheid   |
| Zamboanga Sibugay   | 1e                 |                | Jonathan Yambao                                      | Nacionalista         | 1       | Meerderheid   |
| Zamboanga Sibugay   | 2e                 |                | Romeo Jalosjos jr.                                   | Nacionalista         | 1       | Meerderheid   |

#### Partijlijst afgevaardigden
| Partij | Afgevaardigde                      | Termijn | Blok        |
| --- | ---------------------------------- | ------- | ----------- |
| 1st Consumer's Alliance for Rural Energy (1-CARE)                                                                | Salvador Cabaluna III              | 1       | Meerderheid |
| 1st Consumer's Alliance for Rural Energy (1-CARE)                                                                | Michael Angelo Rivera              | 1       | Meerderheid |
| United Transport Coalition (1-UTAK)                                                                              | Zenaida Maranan                    | 1       | Meerderheid |
| Advocacy for Teacher Empowerment Through Action, Cooperation and Harmony Towards Educational Reforms (A TEACHER) | Mariano Piamonte jr.               | 2       | Meerderheid |
| Advocacy for Teacher Empowerment Through Action, Cooperation and Harmony Towards Educational Reforms (A TEACHER) | Julieta Cortuna                    | 1       | Meerderheid |
| Kasosyo Producer-Consumer Exchange Association (AA-KASOSYO)                                                      | Nasser Pangandaman                 | 1       | Minderheid  |
| Ang Asosasyon Sang Mangunguma Nga Bisaya-Owa Mangunguma (AAMBIS-Owa)                                             | Sharon Garin                       | 1       | Meerderheid |
| Aangat Tayo | Daryl Grace Abayon                 | 1       | Meerderheid |
| Abante Mindanao (ABAMIN)                                                                                         | Maximo Rodriguez jr.               | 1       | Meerderheid |
| Abono | Robert Raymund Estrella            | 2       | Meerderheid |
| Abono | Francisco Emmanuel Ortega III      | 2       | Meerderheid |
| Arts, Business and Science Professionals (ABS)                                                                   | Catalina Leonen-Pizarro            | 2       | Meerderheid |
| Alliance of Concerned Teachers (ACT Teachers)                                                                    | Antonio Tinio                      | 1       | Meerderheid |
| Agricultural Sector Alliance of the Philippines, Inc. (AGAP)                                                     | Nicanor Briones                    | 2       | Meerderheid |
| Agbiag! Timpuyog Ilokano (AGBIAG)                                                                                | Patricio Antonio                   | 1       | Meerderheid |
| Alyansa ng mga Grupong Haligi ng Agham at Teknolohiya para sa Mamamayan (AGHAM)                                  | Angelo Palmones                    | 1       | Meerderheid |
| Ang Galing Pinoy (AGP)                                                                                           | Mikey Arroyo                       | 3       | Minderheid  |
| Akbayan Citizens' Action Party (Akbayan)                                                                         | Walden Bello                       | 2       | Meerderheid |
| Akbayan Citizens' Action Party (Akbayan)                                                                         | Kaka Bag-ao                        | 1       | Meerderheid |
| Ako Bicol Political Party (AKB)                                                                                  | Christopher Co                     | 1       | Meerderheid |
| Ako Bicol Political Party (AKB)                                                                                  | Rodel Batocabe                     | 1       | Meerderheid |
| Ako Bicol Political Party (AKB)                                                                                  | Alfredo Garbin jr.                 | 1       | Meerderheid |
| Alagad | Rodante Marcoleta                  | 3       | Meerderheid |
| Alay Buhay | Weslie Gatchalian                  | 1       | Meerderheid |
| Association of Laborers and Employees (ALE)                                                                      | Catalina Bagasina                  | 1       | Minderheid  |
| Ang Laban ng Indiginong Filipino (ALIF)                                                                          | Acmad Tomawis                      | 2       | Meerderheid |
| An Waray | Florencio Noel                     | 3       | Meerderheid |
| An Waray | Neil Benedict Montejo              | 1       | Meerderheid |
| Alliance for Nationalism and Democracy (ANAD)                                                                    | Pastor Alcover jr.                 | 2       | Minderheid  |
| Anakpawis | Rafael Mariano                     | 3       | Meerderheid |
| Kasangga sa Kaunlaran (Ang Kasangga)                                                                             | Teodorico T. Haresco jr.           | 1       | Meerderheid |
| Association of Philippine Electric Cooperatives (APEC)                                                           | Ponciano Payuyo                    | 1       | Meerderheid |
| Adhikaing Tinataguyod ng Kooperatiba (ATING Koop)                                                                | Isidro Lico                        | 1       | Meerderheid |
| Alliance of Volunteer Educators (AVE)                                                                            | Eulogio Magsaysay                  | 1       | Meerderheid |
| Bagong Henerasyon (BH)                                                                                           | Bernadette Herrera-Dy              | 1       | Meerderheid |
| Bayan Muna | Teodoro Casiño                     | 3       | Meerderheid |
| Bayan Muna | Neri Colmenares                    | 2       | Meerderheid |
| Buhay Hayaan Yumabong (BUHAY)                                                                                    | Erwin Tieng                        | 1       | Meerderheid |
| Buhay Hayaan Yumabong (BUHAY)                                                                                    | Mariano Michael Velarde jr.        | 2       | Meerderheid |
| Butil Farmers Party (BUTIL)                                                                                      | Agapito Guanlao                    | 2       | Meerderheid |
| Citizens' Battle Against Corruption (CIBAC)                                                                      | Cinchona Cruz-Gonzales             | 2       | Meerderheid |
| Citizens' Battle Against Corruption (CIBAC)                                                                      | Sherwin Tugna                      | 1       | Meerderheid |
| Cooperative NATCCO Network Party (COOP-NATCCO)                                                                   | Cresente Paez                      | 2       | Meerderheid |
| Cooperative NATCCO Network Party (COOP-NATCCO)                                                                   | Jose Ping-ay                       | 2       | Meerderheid |
| Democratic Independent Workers' Association (DIWA)                                                               | Emmeline Aglipay                   | 1       | Meerderheid |
| Gabriela Women's Party (GABRIELA)                                                                                | Luzviminda Ilagan                  | 2       | Meerderheid |
| Gabriela Women's Party (GABRIELA)                                                                                | Emerenciana De Jesus               | 1       | Meerderheid |
| Kabataan Partylist                                                                                               | Raymond Palatino                   | 2       | Meerderheid |
| Kapatiran ng mga Nakakulong na Walang Sala (KAKUSA)                                                              | Ranulfo Canonigo                   | 2       | Meerderheid |
| Kalinga-Advocacy for Social Empowerment and Nation-Building Through Easing Poverty (KALINGA)                     | Abigail Faye Ferriol               | 1       | Meerderheid |
| LPG Marketers' Association (LPGMA)                                                                               | Arnel Ty                           | 1       | Meerderheid |
| Puwersa ng Bayaning Atleta (PBA)                                                                                 | Mark Aeron Sambar                  | 1       | Meerderheid |
| Coalition of Associations of Senior Citizens in the Country (SENIOR CITIZENS)                                    | Godofredo V. Arquiza               | 2       | Meerderheid |
| Coalition of Associations of Senior Citizens in the Country (SENIOR CITIZENS)                                    | David Kho (resigned December 2011) | 1       | Meerderheid |
| Trade Union Congress of the Philippines (TUCP)                                                                   | Raymond Democrito Mendoza          | 2       | Meerderheid |
| Una ang Pamilya (1 ANG PAMILYA)                                                                                  | Reena Concepción Obillo            | 1       | Minderheid  |
| You Against Corruption and Poverty (YACAP)                                                                       | Carol Jane Lopez                   | 1       | Meerderheid |